# Wzorzec pstry

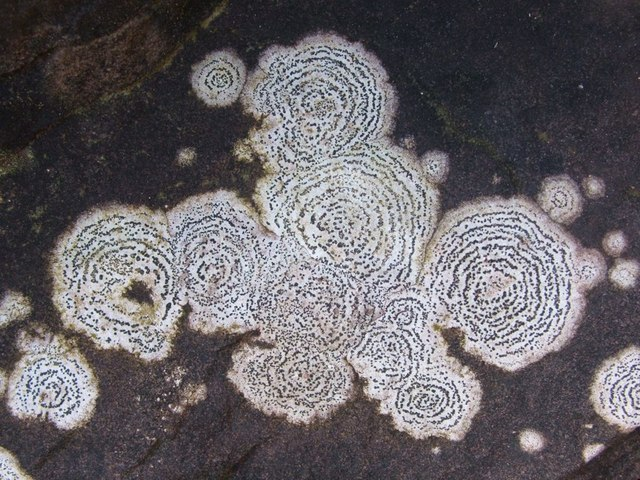

Wzorzec pstry (Rhizocarpon petraeum (Wulfen) A. Massal. – gatunek grzybów z rodziny Rhizocarpaceae. Ze względu na współżycie z glonami zaliczany jest do grupy porostów.

## Systematyka i nazewnictwo
Pozycja w klasyfikacji według Index Fungorum: Rhizocarpon, Rhizocarpaceae, incertae sedis, Lecanoromycetidae, Lecanoromycetes, Pezizomycotina, Ascomycota, Fungi.
Po raz pierwszy takson ten zdiagnozował w 1787 r. Franz Xaver von Wulfen nadając mu nazwę Lichen petraeus. Obecną, uznaną przez Index Fungorum nazwę nadał mu w 1852 r. Abramo Bartolommeo Massalongo, przenosząc go do rodzaju Rhizocarpon.
Niektóre synonimy naukowe:

- Buellia excentrica (Ach.) Eckfeldt 1895
- Buellia petraea (Wulfen) Branth & Rostr., (1869
- Diplotomma excentricum (Ach.) Jatta 1900
- Diplotomma petraeum (Wulfen) Jatta 1880
- Lecidea excentrica (Ach.) Röhl. 1813
- Lecidea perluta Nyl. 1876
- Lecidea petraea (Wulfen) Ach. 1803
- Lichen petraeus Wulfen 1787
- Patellaria petraea (Wulfen) DC. 1805
- Rhizocarpon concentricum var. excentricum (Ach.) Syd. 1887
- Rhizocarpon excentricum (Ach.) Arnold, 1879
- Rhizocarpon perlutum (Nyl.) Zahlbr. 1905
- Verrucaria petraea (Wulfen) Hoffm. 1796

Nazwa polska według Krytycznej listy porostów i grzybów naporostowych Polski.

## Morfologia
Plecha skorupiasta, cienka lub średnio gruba, złożona z kanciastych lub okrągłych areolek. Ma barwę biało-szarą. Na obrzeżu plechy brak odrębnych struktur. W licznych areolkach znajdują się częściowo zanurzone w plesze owocniki typu apotecjum, zwykle tworzące koncentryczne kręgi. Mają czarne, płaskie lub słabo wypukłe tarczki i cienki brzeżek. Powstają w nich wielokomórkowe, eliptyczne askospory o rozmiarach 20–50 × 13–24 μm z poprzecznymi przegrodami o średnicy 3 μm. Są bezbarwne lub jasnobrązowe.

## Występowanie i siedlisko
Występuje wyłącznie na półkuli północnej: głównie w górach na kontynentach Ameryki Północnej, Europy, Azji oraz na wyspach Islandia i Svalbard. W Polsce występuje głównie w Sudetach, Karpatach i w pasie wyżyn, na nizinach znany jest tylko z nielicznych stanowisk. Występuje na skałach, zarówno krzemianowych, jak i węglanowych, zarówno na podłożu kwaśnym, jak i zasadowym. Występuje nie tylko na naturalnym środowisku na skałach i kamieniach, ale także w konstrukcjach murowanych z kamieni.

## Gatunki podobne
Koncentryczny układ apotecjów jest dość charakterystyczny dla tego gatunku. Czasami jednak podobny może być też wzorzec białawy (Rhizocarpon umbilicatum), ten jednak występuje wyłącznie na wapieniach i ma mniejsze askospory. Podobny, w szarych odcieniach jest wzorzec ograniczony (Rhizocarpon reductum). Koncentrycznie ułożone apotecja i plechę o szarej barwie ma także kamusznik właściwy (Porpidia crustulata).